# فهد بن عبد الرحمن بالغنيم
الدكتور فهد بن عبد الرحمن بن سليمان بالغنيم (من مواليد 1952، الهفوف) هُو مهندس سعودي، وقد شغل منصب وزير الزراعة في السعودية في الفترة ما بين مايو 2003 وديسمبر 2014. والده عبد الرحمن بالغنيم من مواليد الاحساء. و جده سليمان بالغنيم من كبار تجار المنطقة الشرقية

## حياتُه المُبكرة وتعليمه
ازداد فهد بن عبد الرحمن بالغنيم سنة 1952 في مدينة الهفوف في محافظة الأحساء. حصل على بكالوريوس في العلوم في الهندسة المدنية من جامعة الملك فهد للبترول والمعادن سنة 1975، ثم حصل بعد ذلك على ماستر في البناء والهندسة والإدارة من جامعة ستانفورد سنة 1978. وفي سنة 1984، حاز على شهادة الدكتوراه في هندسة النقل من جامعة ميشيغان.

## مناصبه الحكومية
شغل فهد بن عبد الرحمن بالغنيم منصب نائب وزير الزراعة المسؤول عن الثروة السمكية لمُدة سنة واحدة في الفترة (1990-1991). بعد ذلك عُين مُحافظا للمُؤسسة العامة لتحلية المياه المالحة (SWCC) في 1991، واستمرت فترة ولايته حتى 2001. انتُخب عُضوا في مجلس الشورى السعودي في 2001، شغل خلالها عُضوية لجنة الخدمات والمرافق العامة والبيئة بالمجلس حتى 2003.
في مايو 2003، عُين في منصب وزير الزراعة السعودي. شغل المنصب إلى غاية 8 ديسمبر 2014، حين خلفه وليد الخريجي.